# Valentin Traudt
Valentin Traudt (* 23. Juli 1864 in Fulda; † 15. März 1950 in Flechtdorf) war ein deutscher Lehrer, Schriftsteller und Politiker (SPD).

## Leben
Traudt wurde als Sohn eines Eisenbahners geboren. Nach dem Volksschulabschluss 1878 in Hanau besuchte er die Präparandenanstalt in Schlüchtern, wo er 1884 auch das Lehrerseminar abschloss. Er arbeitete ab 1885 als Volksschullehrer in Rauschenberg, wechselte im Juli 1902 an eine Kasseler Volksschule und wurde dort später Konrektor. 1929 trat er in den Ruhestand ein. Neben seiner beruflichen Tätigkeit wirkte er als Schriftsteller und verfasste belletristische Werke wie Romane und Heimatgedichte. Des Weiteren war er Mitbegründer und Privatlehrer am Fröbelseminar in Kassel, einer evangelischen kirchlichen Ausbildungsstätte.
Traudt trat in die SPD ein. Er war von 1919 bis 1925 Stadtverordneter und von 1925 bis 1929 unbesoldeter Stadtrat in Kassel. Bei der Reichstagswahl 1920 kandidierte er erfolglos für den Reichstag. Vier Jahre später, im Dezember 1924, wurde er als Abgeordneter in den Preußischen Landtag gewählt, dem er ohne Unterbrechung bis 1932 angehörte. Im Parlament vertrat er den Wahlkreis 19 (Hessen-Nassau).
Er lebte seit 1943 in Flechtdorf, wo er im Jahre 1950 verstarb.

## Ehrungen
Die Valentin-Traudt-Schule Großalmerode wurde nach ihm benannt, ebenso die Valentin-Traudt-Schule im Stadtteil Rothenditmold in Kassel.

## Werke
- Aus der Tiefe. (Roman? Rauschenberger Zeit 1885–1902)
- Bergheimer Mädel. Pensionsroman. 1890
- Am Schießrotried. Wildererroman um 1891
- Der letzte Grenadier. historischer Roman um 1891
- Bonifatius. Volksschauspiel in 5 Aufzügen. 1891
- Im Abendhauch. Gedichtband. 1892
- Auf einsamen Pfad. Gedichte. 1892
- Seelenliebe. Jugenderlebnis. Roman 1893
- Stern und Sonnenschein. Gedichtband. 1894
- Hessisches Dichterbuch. Übersicht hessische Lyriker und deren Gedichte. 1. Auflage 1894, 2. Auflage 1895, 3. Auflage 1901
- Leute vom Burgwald. Eine Erzählung aus dem oberhessischen Volksleben. 1902.
- Lehrer Korn - eine Mondbürgergeschichte. 1906
- Stille Winkel. Kurzgeschichten. 1907
- Gedichte. Gedichtband. 1909
- Das Geheimnis des Grenadiers. Roman. 1911
- Kulturkunde. Kurze Übersicht über die wichtigsten Gebiete des menschlichen Schaffens. 1912
- Ein Liebestraum – Schluß. Geschichte einer Bergsteigerin. Roman. 1913
- Die Steinfeldbauern. Roman. 1914 und 1928
- Rund um Kassel: zu Fuss, zu Rad, im Auto. Reformführer mit Ausflugsskizzen. 1916
- Die Winkelbürger. Altstadt-Roman. 1917
- Aber he? Heitere Geschichten aus Hessen. 1920
- Sonnfeldhaus - einer Mutter Kampf und Sieg. Familiengeschichte. 1924
- Kraft der Tiefe. Roman. 1925
- Wandern und Singen. Gedichtband. 1926
- Leichtes Volk. Lustige Geschichten. 1928
- Der lust´ge Babbenheimer. Roman. 1930
- Jahre der Schmach. Roman. 1946
- Starke Herzen. Roman. 1948

Anmerkung: Nach einer soliden Quelle (Hessische Heimat 4/1952, Seite 89 ff.) soll Valentin Traudt in seinem Leben insgesamt 19 Romane geschrieben haben, von denen 14 veröffentlicht worden seien (vgl. https://www.rauschenberg.de/index.php/171-tourismus/museumsschriften/577-valentin-traudt-1864-1950).